# Учалинский горно-обогатительный комбинат
Учалинский горно-обогатительный комбинат (баш. Учалы тау-байыҡтырыу комбинаты) — предприятие по добыче медно-колчеданных руд и производству медного, цинкового концентрата, серного флотационного колчедана. Производит более 65 % цинкового концентрата Башкирии. Ассортимент добываемой продукции также включает медь, золото, серебро, платину и другие металлы в небольших количествах.

## Местонахождение компании
Компания расположена в городе Учалы республики Башкортостан.

## История
13 марта 1968 года вступила в строй первая очередь обогатительной фабрики. 31 декабря того же года был подписан приказ министра цветной металлургии СССР Петра Ломако «Об организации дирекции строящегося Учалинского горно-обогатительного комбината».
В 1974 году была достигнута проектная мощность предприятия.
В конце 1992 года преобразован в ОАО. В 1992—1993 гг. Проектное бюро Управление строительства № 30 спроектировало и осуществило строительство ряда объектов для Учалинского горно-обогатительного комбината. В состав этого предприятия входят два подземных рудника: Учалинский и Узельгинский.
Для первого реализованы проекты: металлоконструкции копра, надшахтный комплекс главного ствола и галереи склада руды, вентиляторная главного проветривания с осевым вентилятором ВОД-40 (диаметр колеса 4 м) и калориферной установкой, градирня для компрессорной, наклонный тоннель для выемки руды под дном карьера, проходка ствола «Южный», пятиэтажный многоквартирный дом в г. Учалы. Для Узельгинского рудника — скиповой подъём руды с глубины 500 м на канатных проводниках со зданием подъемной машины ЦР 5×3/0,6 производительностью подъёма по выдаче руды порядка 800 тыс. т в год. Это позволило в кратчайшие сроки ввести рудник в эксплуатацию на полную мощность и решить попутно часть социальных проблем г. Межозерный, обеспечив работой значительную часть его жителей.
Уникальность этого проекта заключалась в том, что на руднике имелся готовый, незаармированный (голый) шахтный ствол глубиной 510 м и диаметром 4,5 м. Он предназначался для подачи по трубам твердеющей закладочной смеси для заполнения пустот после выемки руды. Специалисты институтов «Унипромедь» и «Уралгипроруда» дали заключение о невозможности использования ствола для скипового подъёма. Инженеры Проектного бюро Управление строительства № 30 решили эту проблему, заменив металлическую армировку ствола с рельсовыми проводниками (на что потребовалось бы 65 т металла и два года работы) канатной армировкой с канатными проводниками. Комплекс подъёма был построен в кратчайшие сроки, что значительно удешевило проект и сократило срок ввода рудника в эксплуатацию.
В ноябре 2010 года Абдрахманов Ильяс Ахметович ушёл по собственному желанию, отработав 42 года в УГОК (из них 12 — генеральным директором), на его должность назначен Маннанов Рашит Шавкатович.

## Экология
Донные отложения ближайших озёр обладают аномальным химическим составом, что обусловлено: массовыми взрывами на карьере предприятия в 1970—1980-х годах и выпадениями сульфидной пыли вследствие работы обогатительной фабрики. Концентрации тяжёлых металлов в отложениях, образовавшихся за последние полвека, составляют 300 миллиграмм на килограмм для меди, 1000-6000 — для цинка, 70 — для свинца и 4 — для кадмия (фоновые их концентрации в озёрах Урала составляют 48, 79, 21 и 0,37 мг/кг соответственно). В поровых водах донных отложений повышена концентрация сульфат-иона {\displaystyle SO_{4}^{2-}}, доходящая до 2825 мг/л, что значительно превышает ПДК для питьевых вод.
В радиусе 10-12 км вокруг УГОК отмечается повышенная запыленность снежного покрова. Содержание ТМ в снеге превышает фоновые значения: Cu в 10-400, Zn — в 5-150, Pb и Ba в 2-10 раз.
В результате деятельности комбината исчезло озеро Малые Учалы. Оно было превращено в хвостохранилище, сборник сточных вод предприятия. В результате его заполнения комбинат сбрасывает сточные воды также в реку Кидыш.
В 2015 году в связи с прорывом хвостохранилища комбината, по факту загрязнения воды в г. Троицке завели дело на Учалинский ГОК.
В феврале 2015 г. специалисты Росгидромета выявили в р. Уй — питьевом источнике Троицка — превышение ПДК ионов марганца в 77 раз. Загрязнение этим и другим химическим элементом обусловлено поступлением загрязненных вод из р. Кидыш (приток Уя), являющейся приемником сточных вод Учалинского ГОКа. В итоге в Троицке сложилась сложная ситуация с водоснабжением, был организован подвоз питьевой воды населению, ситуация нормализовалась к апрелю.
Попытка выдать дамбы хвостохранилища, сооружениями для охраны водных ресурсов. С целью уменьшения налоговой нагрузки УГОК выдает объекты загрязнённого озера под сооружения для охраны природных ресурсов. Хвостохранилище промышленных отходов предназначено для
складирования отвальных отходов обогатительного производства и для технологического водоснабжения.
Хвостохранилище состоит из единого пруда отстойника, выполненного путем обвалования участка местности, относится к равнинному типу по
местоположению и намывному по технологии заполнения. Между тем, дамба хвостохранилища используется АО «Учалинский
ГОК» для защиты от негативного воздействия не от водных ресурсов, а
от сточных вод, образуемых от деятельности самого предприятия. Кроме
того, хвостохранилище является звеном технологического цикла
деятельности предприятия, которое предназначено для защиты от
негативного воздействия на окружающую среду от деятельности самого
предприятия, а не от негативного воздействия вод в смысле, придаваемом
понятием «негативное воздействие вод» Водным кодексом Российской
Федерации .
Из анализа представленных материалов АО «Учалинский ГОК»
следует, что функционирование объекта — ограждающие дамбы
хвостохранилища, дренажная насосная станция, пульпонасосная станция
(дамба служит для защиты хвостохранилища) связано с обеспечением
безопасности деятельности самого предприятия.
Во время паводка производится организованный сброс дебалансной воды из технологического водохранилища в р. Буйда, в результате чего
происходит превышение санитарных норм по отдельным ингредиентам.

## Связанные с УГОК предприятия
Предприятие является главным инвестором:
- Учалинский горно-металлургический альянс (бывший завод лесного машиностроения) производит думпкары и металлические конструкции[9]. Основной покупатель — Учалинский ГОК.
- Агрофирма «Байрамгул».
- Предприятие «Энергоремонт».

## Структура
- Учалинский подземный рудник
- Рудник «Узельгинский»
- Обогатительная фабрика
- Сибайский горно-обогатительный комбинат

## Галерея

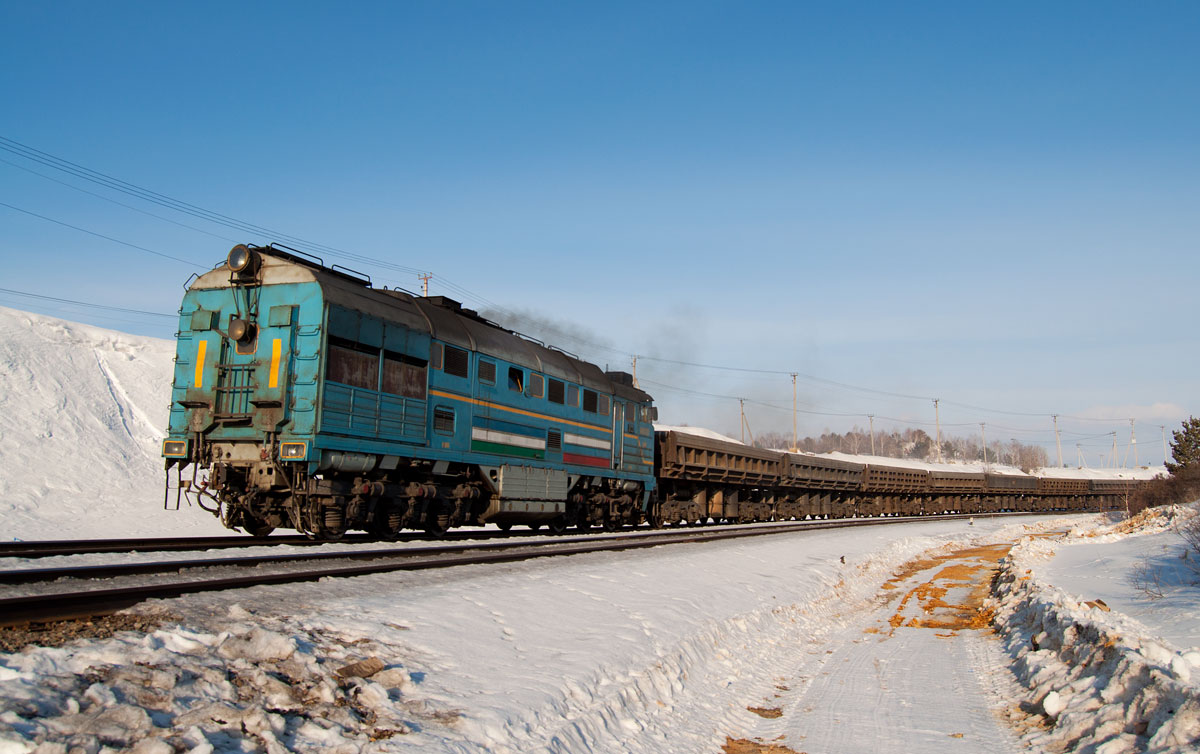
Локомотив 2ТЭ116-1106 УГОК перевозит горную породу на станции Рудная
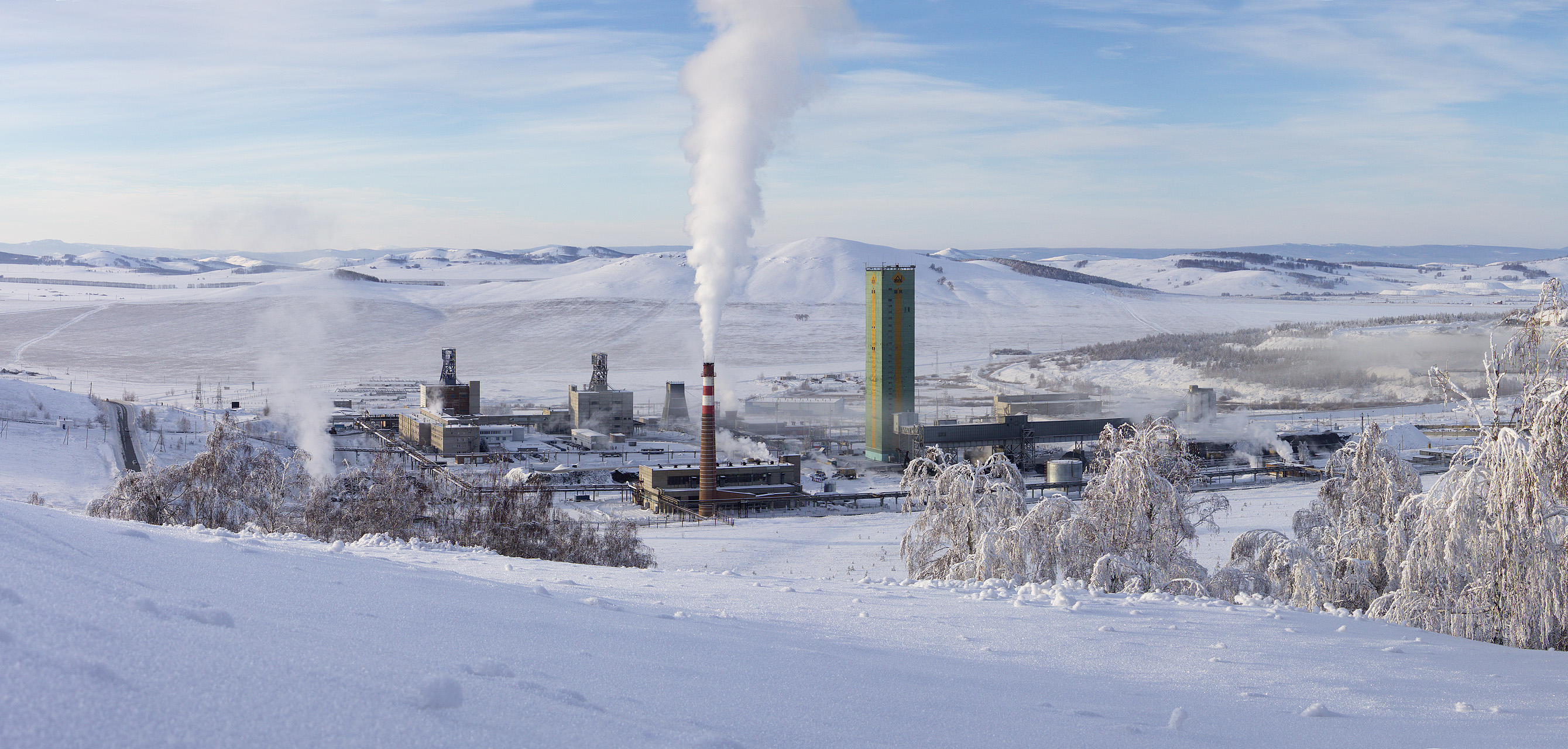
Узельгинский рудник в Верхнеуральском районе, где УГОК осуществляет свою деятельность